# Жана-Жайнак
Жана́-Жайна́к (каз. Жаңа Жайнақ) — село у складі Цілиноградського району Акмолинської області Казахстану. Входить до складу Нуресільського сільського округу.
Населення — 396 осіб (2021; 549 у 2009, 589 у 1999, 520 у 1989).
Національний склад станом на 1989 рік:
- німці — 63 %;
- казахи — 26 %.

До 2007 року село називалося Новостройка.